# Peking Žen-che
Peking Žen-che (čínsky pchin-jinem Běijīng Rénhé, znaky zjednodušené 北京人和) je čínský profesionální fotbalový klub, který sídlí v Pekingu. Založen byl v roce 1995 pod názvem Šanghaj Pchu-tung se sídlem v šanghajském subprovinčním novém obvodu Pchu-tung. V roce 2006 proběhlo stěhování do města Si-an v provincii Šen-si. V roce 2012 proběhlo další stěhování, tentokráte do jižnějšího města Kuej-jang v provincii Kuej-čou. Poslední stěhování proběhlo v roce 2016 a to do hlavního města země, Pekingu. Svůj současný název nese od roku 2016. Klubové barvy jsou oranžová a černá. Od sezóny 2016 působí v čínské druhé nejvyšší fotbalové soutěži.
Své domácí zápasy odehrává na stadionu Feng-tchaj s kapacitou 31 043 diváků.
Plný název klubu je Fotbalový klub Peking Žen-che (čínsky v českém přepisu Peking Žen-che cu-čchiou ťü-le-pu, pchin-jinem Běijīng Rénhé zúqiú jùlèbù, znaky zjednodušené 北京人和足球俱乐部)

## Historické názvy
- 1995 – Šanghaj Pchu-tung (Šanghaj Pchu-tung cu-čchiou ťü-le-pu)
- 1999 – Šanghaj Pchu-tung Whirlpool (Šanghaj Pchu-tung Whirlpool cu-čchiou ťü-le-pu)
- 2000 – Pchu-tung Lien-jang 8848 (Pchu-tung Lien-jang 8848 cu-čchiou ťü-le-pu)
- 2001 – Šanghaj COSCO Chuej-li (Šanghaj COSCO Chuej-li cu-čchiou ťü-le-pu)
- 2003 – Šanghaj COSCO San-lin (Šanghaj COSCO San-lin cu-čchiou ťü-le-pu)
- 2003 – Inter Šanghaj (Inter Šanghaj cu-čchiou ťü-le-pu)
- 2006 – Inter Si-an Čchan-pa (Inter Si-an Čchan-pa cu-čchiou ťü-le-pu)
- 2007 – Šen-si Čchan-pa (Šen-si Čchan-pa cu-čchiou ťü-le-pu)
- 2009 – Šen-si Greenland Čchan-pa (Šen-si Greenland Čchan-pa cu-čchiou ťü-le-pu)
- 2010 – Šen-si Čung-ťien Čchan-pa (Šen-si Čung-ťien Čchan-pa cu-čchiou ťü-le-pu)
- 2011 – Šen-si Žen-che Čchan-pa (Šen-si Žen-che Čchan-pa cu-čchiou ťü-le-pu)
- 2012 – Kuej-čou Žen-che Mou-tchaj (Kuej-čou Žen-che Mou-tchaj cu-čchiou ťü-le-pu)
- 2013 – Kuej-čou Mou-tchaj (Kuej-čou Mou-tchaj cu-čchiou ťü-le-pu)
- 2016 – Peking Žen-che (Peking Žen-che cu-čchiou ťü-le-pu)

## Získané trofeje
- Čínský fotbalový pohár (4×)
  - 2013
- Čínský Superpohár (2×)
  - 2014

## Umístění v jednotlivých sezonách
Stručný přehled
Zdroj:
- 1995: Chinese Yi League
- 1996–2001: Chinese Jia-B League
- 2001–2003: Chinese Jia-A League
- 2004–2015: Chinese Super League
- 2015– : China League One

Jednotlivé ročníky
Zdroj:
Legenda: Z – zápasy, V – výhry, R – remízy, P – porážky, VG – vstřelené góly, OG – obdržené góly, +/- – rozdíl skóre, B – body, červené podbarvení – sestup, zelené podbarvení – postup, fialové podbarvení – reorganizace, změna skupiny či soutěže
| Čínská lidová republika (1995 –) |                      |        |    |    |    |    |    |    |     |    |        |
| Sezóny                           | Liga                 | Úroveň | Z  | V  | R  | P  | VG | OG | +/- | B  | Pozice |
| 1995                             | Chinese Yi League    | 3      | 8  | 5  | 1  | 2  | …  | …  | …   | 16 | 1.     |
| 1996                             | Chinese Jia-B League | 2      | 22 | 6  | 5  | 11 | 17 | 31 | -14 | 23 | 9.     |
| 1997                             | Chinese Jia-B League | 2      | 22 | 7  | 6  | 9  | 23 | 23 | 0   | 27 | 10.    |
| 1998                             | Chinese Jia-B League | 2      | 22 | 8  | 4  | 10 | 20 | 27 | -7  | 28 | 7.     |
| 1999                             | Chinese Jia-B League | 2      | 22 | 10 | 6  | 6  | 32 | 30 | +2  | 36 | 4.     |
| 2000                             | Chinese Jia-B League | 2      | 22 | 7  | 12 | 3  | 28 | 22 | +6  | 33 | 4.     |
| 2001                             | Chinese Jia-B League | 2      | 22 | 14 | 4  | 4  | 51 | 21 | +30 | 46 | 1.     |
| 2002                             | Chinese Jia-A League | 1      | 28 | 9  | 8  | 11 | 37 | 39 | -2  | 35 | 9.     |
| 2003                             | Chinese Jia-A League | 1      | 28 | 16 | 6  | 6  | 39 | 26 | +13 | 54 | 2.     |
| 2004                             | Chinese Super League | 1      | 22 | 8  | 8  | 6  | 39 | 31 | +8  | 32 | 3.     |
| 2005                             | Chinese Super League | 1      | 26 | 8  | 7  | 11 | 30 | 32 | -2  | 31 | 8.     |
| 2006                             | Chinese Super League | 1      | 28 | 8  | 12 | 8  | 33 | 34 | -1  | 36 | 9.     |
| 2007                             | Chinese Super League | 1      | 28 | 4  | 14 | 10 | 24 | 29 | -5  | 26 | 13.    |
| 2008                             | Chinese Super League | 1      | 30 | 15 | 7  | 8  | 41 | 29 | +12 | 52 | 5.     |
| 2009                             | Chinese Super League | 1      | 30 | 9  | 10 | 11 | 26 | 24 | +2  | 37 | 12.    |
| 2010                             | Chinese Super League | 1      | 30 | 9  | 10 | 11 | 33 | 36 | -3  | 37 | 10.    |
| 2011                             | Chinese Super League | 1      | 30 | 10 | 8  | 12 | 34 | 41 | -7  | 38 | 9.     |
| 2012                             | Chinese Super League | 1      | 30 | 12 | 9  | 9  | 44 | 33 | +11 | 45 | 4.     |
| 2013                             | Chinese Super League | 1      | 30 | 11 | 11 | 8  | 40 | 41 | -1  | 44 | 4.     |
| 2014                             | Chinese Super League | 1      | 30 | 11 | 8  | 11 | 33 | 35 | -2  | 41 | 6.     |
| 2015                             | Chinese Super League | 1      | 30 | 7  | 8  | 15 | 39 | 52 | -13 | 29 | 15.    |
| 2016                             | China League One     | 2      | 30 | 15 | 4  | 11 | 49 | 35 | +14 | 49 | 4.     |
| 2017                             | China League One     | 2      | 30 |    |    |    |    |    |     |    |        |

## Účast v asijských pohárech
Zdroj:
| Ročník | Soutěž          | Kolo               | Klub                        | Doma | Venku | Celkem   |
| ------ | --------------- | ------------------ | --------------------------- | ---- | ----- | -------- |
| 2013   | Liga mistrů AFC | Základní skupina H | Kashiwa Reysol              | 0:1  | 1:1   | 3. místo |
| 2013   | Liga mistrů AFC | Základní skupina H | Suwon Samsung Bluewings     | 2:2  | 0:0   | 3. místo |
| 2013   | Liga mistrů AFC | Základní skupina H | Central Coast Mariners FC   | 2:1  | 1:2   | 3. místo |
| 2014   | Liga mistrů AFC | Základní skupina H | Kawasaki Frontale           | 0:1  | 0:1   | 4. místo |
| 2014   | Liga mistrů AFC | Základní skupina H | Western Sydney Wanderers FC | 0:1  | 0:5   | 4. místo |
| 2014   | Liga mistrů AFC | Základní skupina H | Ulsan Hyundai FC            | 3:1  | 1:1   | 4. místo |